# Graue Zackenmütze
Die Graue Zackenmütze (Niphotrichum canescens, Syn.: Racomitrium canescens) erhielt ihren Namen wegen der stark zerschlitzten Kapselhaube und den langen Glashaaren. Das Laubmoos ist von besonderer ökologischer Bedeutung, da es an trockenen, nährstoffarmen und schotterigen Standorten als Wasserspeicher und Erosionsverhinderer dient. Durch seine Glashaare kann es Tau und Nebelfeuchte aufnehmen. Zudem fungiert es als Lebensraum vieler Kleintiere.

## Erkennungsmerkmale
Die bis 6 cm langen, aufrechten, wenig und unregelmäßig verzweigten, graugrün bis lebhaft grün gefärbten Pflanzen bilden unter guten Bedingungen ausgedehnte Bestände. Die ovalzugespitzten bis eilanzettlichen Blätter sind relativ schnell in eine scharfe Spitze verschmälert. Im trockenen Zustand liegen sie eng an, im feuchten dagegen stehen sie ab. Im oberen Teil sind die Blätter nur schwach gekielt. Die deutlich papillösen Laminazellen sind kurz rechteckig bis subquadratisch. Sie werden etwa 10 bis 17 µm lang und 7 bis 11 µm breit. Die Zellwand dazwischen ist charakteristisch buchtig bzw. knotig verdickt. Die am Blattgrund zu 3 bis 5 Reihen befindlichen Blattflügelzellen sind rundlich aufgeblasen. Darüber befinden sich rechteckig verlängerte Zellen, die nicht ausgebuchtet sind. Die Blattrippe erreicht die Hälfte des Blattes und ist im oberen Bereich häufig gegabelt oder erreicht 3/4 der Blattlänge. Das leicht abbrechende, aufrechte Glashaar ist allseits stark papillös. Die Blattränder sind häufig bis zur Spitze umgerollt. Die glatte, rötlichgelb gefärbte Seta trägt eilängliche, leicht gestreifte Kapseln, die etwa 10 µm große Sporen entwickeln, die während der Wintermonate gebildet werden. In den letzten Jahrzehnten hat jedoch die Sporogonen-Entwicklung stark abgenommen.
Verwechslungsgefahr besteht mit Niphotrichum elongatum, das jedoch eine längere, sich nicht verzweigende Mittelrippe hat, längere, trocken charakteristisch gebogene Glashaare ausbildet und grundseits häufig bräunlich gefärbt ist.
|  |  |  |

## Vorkommen
Niphotrichum canescens besiedelt lichte, sonnige, nährstoffarme, kalk- und basenreiche, trockene Standorte. Es kommt bevorzugt auf Felsschutt, auf nacktem Fels, auf Sand oder auf Schotter vor. Typische Begleitmoose sind Hypnum cupressiforme, Polytrichum piliferum oder Pogonatum urnigerum. Seine Bestände sind vor allem von Überdüngungen und Zerstörung von natürlichen Schuttfluren bedroht. Die wieder zunehmende Luftverschmutzung macht dem Moos ebenfalls zu schaffen. In einigen Bundesländern ist es auf der Roten Liste. In Mecklenburg-Vorpommern ist es als gefährdet eingestuft. Es ist in ganz Europa bis nach Nordwest-Asien und in Nord-Amerika verbreitet.

## Nutzung
In einem bundesweit einzigartigen Versuch will die Stadt Stuttgart die Wirkung des Mooses bei der Bekämpfung von Feinstaub prüfen. Dazu wurde im März 2017 nahe einer stark befahrenen Kreuzung eine etwa drei Meter hohe Wand mit Moosmatten behängt.